# Tomasz Malicki
Tomasz Malicki (ur. 24 grudnia 1885 w Łukawcu, zm. 18 kwietnia 1951 we Wrocławiu) – urzędnik państwowy okresu międzywojennego, wojewoda tarnopolski w latach 1937–1939.

## Życiorys
Urodził się 24 grudnia 1885 w Łukawcu jako syn Agaty. W maju 1908 zdał egzamin dojrzałości w C. K. Gimnazjum w Rzeszowie
. Studiował prawo na Uniwersytecie Jagiellońskim i na Wydziale Prawa Uniwersytetu Lwowskiego, gdzie uzyskał tytuł magistra prawa i administracji. Od 1903 do 1908 był zaangażowany w działalność niepodległościową. Od 1913 do 31 października 1918 pracował w Głównej Krajowej Radzie Szkolnej, a następnie w administracji byłego zaboru austriackiego. Podczas I wojny światowej od 1915 do 1918 działał w Polskiej Organizacji Wojskowej, w tym w ramach werbunku do II Brygady Legionów Polskich
W służbie Rzeczypospolitej przeszedł wszystkie stopnie awansu służby państwowej – powiatowej i wojewódzkiej. Pracę urzędniczą rozpoczął jako koncypient w Mościskach, następnie komisarz powiatowy w Kosowie i Tarnowie, skąd w 1921 został oddelegowany do Starostwa w Krakowie. W 1922 przeniósł się do Kuratorium Okręgu Szkolnego w Toruniu, następnie do Tarnopola, a w 1925 został komisarzem miasta Trembowla. W 1926 został starostą powiatu tarnopolskiego. W kwietniu 1936 w Tarnopolu odbyły się obchody 10-lecia urzędowania Malickiego na stanowisku starosty. 14 kwietnia 1937 otrzymał mianowanie na stanowisko wicewojewody i p.o. wojewody tarnopolskiego, a 16 stycznia 1938 – wojewody tarnopolskiego. Urząd ten pełnił do agresji ZSRR na Polskę 17 września 1939.
Za jego urzędowania wybudowano na terenie województwa 22 Domów Ludowych, 3 kościołów, 9 kaplic, 5 szkół publicznych, ufundowano 3 probostwa i wiele orkiestr dla związków strzeleckich.
W 1936 otrzymał od papieża Piusa XI godność szambelana papieskiego za wybitną działalność na polu budowy kościołów i kaplic w powiecie tarnopolskim. Latem 1939 otrzymał tytuł członka honorowego Stowarzyszenie Uczestników Bitwy pod Zadwórzem z dnia 17 sierpnia 1920 (Stowarzyszenia Zadwórzaków).
W 1940 zgłosił się ochotniczo do Polskich Sił Zbrojnych na Zachodzie. Walczył na Bliskim Wschodzie w Samodzielnej Brygadzie Strzelców Karpackich i jako szeregowy (nr ew. 7947) odbył kampanię afrykańską 1941-1943. W czerwcu 1947 wrócił z rodziną do Polski i osiadł we Wrocławiu.
Zmarł 18 kwietnia 1951 we Wrocławiu i został pochowany na tamtejszym Cmentarzu Grabiszyńskim. W tym miejscu spoczęła też jego żona Małgorzata (1897-1982), która podczas pracy męża w Tarnopolu była przewodniczącą Sekcji Pracy Kobiet TSL, przewodniczącą Delegatury Związku Kół Gospodyń Wiejskich.
z

## Odznaczenia
- Krzyż Komandorski Orderu Odrodzenia Polski (1938)[11][12]
- Złoty Krzyż Zasługi (1929)[13]
- Złota Odznaka Honorowa Ligi Obrony Powietrznej i Przeciwgazowej I stopnia[14]
- Odznaka pamiątkowa 12 pułku artylerii lekkiej (1938)[15]